# Johanna Gapany
Johanna Gapany (25 de julho de 1988, Riaz, Friburgo) é uma política suíça do Partido Liberal Radical da Suíça (FDP) e um membro actual do Conselho de Estados na Suíça.

## Juventude e educação
Gapany nasceu numa família liberal de Gruyères. O seu pai era agricultor e membro do FDP e do conselho municipal de La Tour de Trème. Ela estudou ciências económicas na Escola de Gestão de Friburgo na qual se formou em 2011. Após a sua formatura, tornou-se gerente de projectos no Hospital Daler.

## Carreira política
Ela começou a envolver-se na política pois opunha-se à fusão do seu distrito La Tour de Trème com Bulle em 2006. A campanha política fracassou, mas ela permaneceu na política. Depois de ter participado em discussões políticas em movimentos juvenis do Partido Popular Suíço (SVP) e do Partido Popular Democrata Cristão (CVP), ela juntou-se à ala juvenil do FDP. Em 2010, tornou-se líder da ala juvenil do FDP pela qual se candidatou ao Conselho Nacional em 2011. Entre 2016 e 2019 foi membro do Conselho Municipal de Bulle e do Grande Conselho de Friburgo. Ela foi eleita para o Conselho de Estados nas eleições federais em novembro de 2019 como a mulher mais jovem da Suíça e a primeira do cantão de Friburgo. Ela ganhou por uma pequena margem de 138 votos e substituiu Beat Vonlanthen do Partido Popular Democrata Cristão (CVP).

## Visões políticas
Ela defende a licença paternidade e a igualdade de acesso à pensão para homens e mulheres.

## Vida pessoal
Ela é casada e tem um filho. Ela também é membro do FC Helvetia, o clube de futebol feminino do Parlamento Suíço.